# Psalistops zonatus
Psalistops zonatus är en spindelart som beskrevs av Simon 1889. Psalistops zonatus ingår i släktet Psalistops och familjen Barychelidae.
Artens utbredningsområde är Venezuela. Inga underarter finns listade i Catalogue of Life.